# Haardhaal

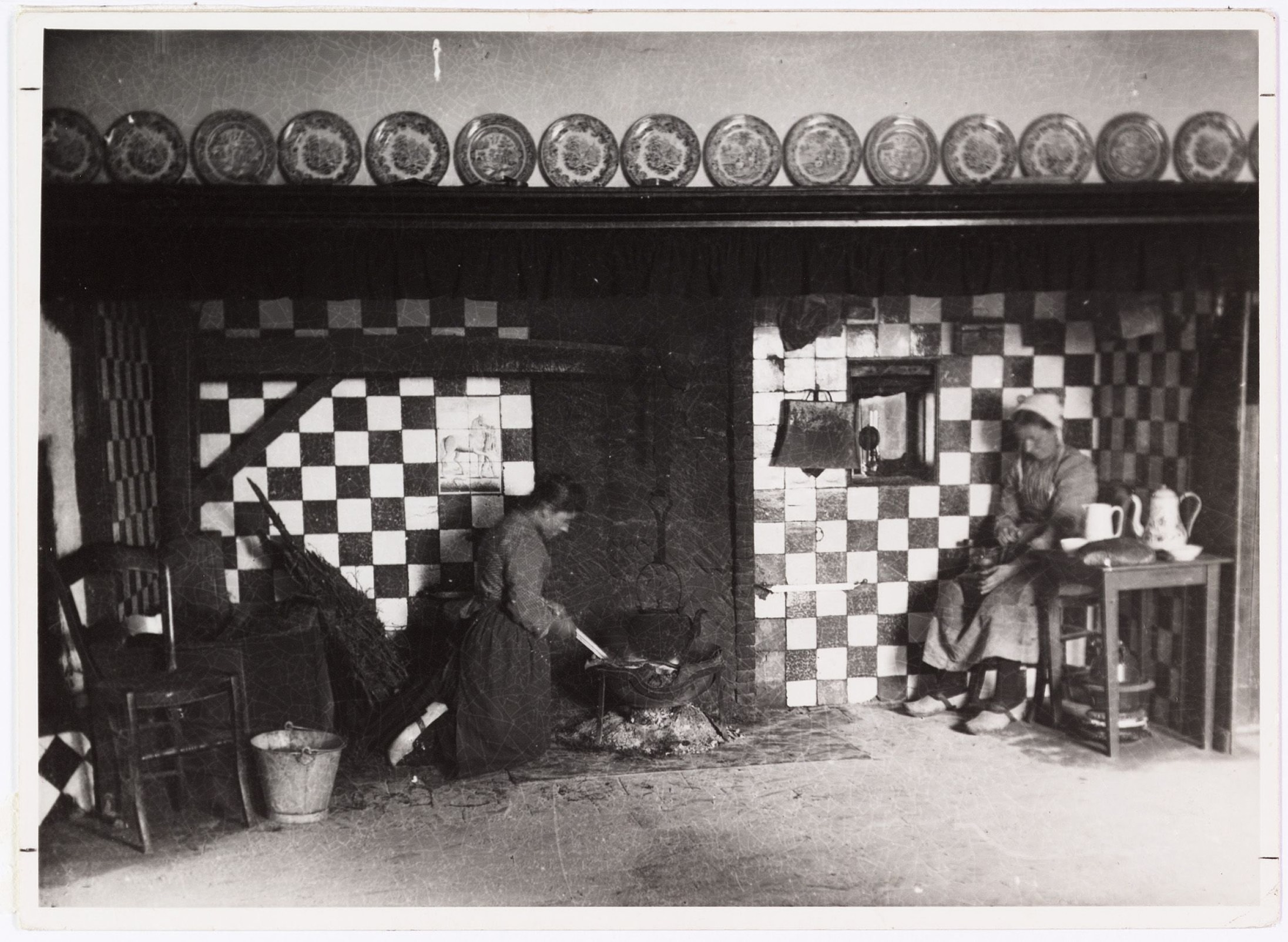
Een schouw met open vuur waarboven een kookketel, met een zaaghaal en lenghaal opgehangen aan een draaiboom. Foto Henri Berssenbrugge, ca. 1904.

Drie haardhalen in het wapen van Zwijndrecht

Een haardhaal of schoorsteenhaal is een werktuig dat in vroeger eeuwen bij het koken werd gebruikt om ketels of potten op te hangen boven het open vuur in een schouw. De termen vuurhaak, vuurijzer en heugel worden wel gebruikt als synoniem, deze woorden hebben echter meerdere betekenissen.
Een haardhaal is in lengte verstelbaar. Door de afstand tussen pot of ketel en het haardvuur te variëren kan de opwarming en daarmee de bereidingstijd van het voedsel worden geregeld. 
Haardhalen kwamen voor in een grote variëteit, van eenvoudig tot rijk versierd. Ze zijn onder te verdelen in drie soorten, gebaseerd op de methode waarmee de lengte versteld kan worden.
- Bij de kettinghaal kan de lengte veranderd worden door meer of minder ogen van de ketting te gebruiken.
- De zaaghaal kent een vertanding die lijkt op die van een zaag. De lengte kan geregeld worden door meer of minder tanden te nemen.
- De schroefhaal heeft een staaf met schroefdraad. De lengte kan ingesteld worden door de staaf te draaien. De schroefhaal kwam voornamelijk voor in de Kempen en werd speciaal gebruikt bij het koken van sop, het veevoer.

Kettinghalen en zaaghalen werden opgehangen aan een haalboom, een balk of ijzeren stang die dwars in de schoorsteen was ingemetseld. De schroefhaal werd opgehangen aan een draaiboom (zwenkarm) waarmee de ketel uit de haard gedraaid kon worden. Met behulp van de schroefdraad kon de zware en onhandige sopketel voorzichtig worden neergelaten op een karretje waarop de ketel vervoerd werd naar de stal.
Als het hoogtebereik van de haal niet groot genoeg was kon de haal verlengd worden met een lenghaal. Verder kende men het panijzer ook wel hangijzer genoemd. Dit ijzer werd aan de haal gehangen als men iets wilde bereiden in een koekenpan. Die pan werd op het hangijzer geplaatst en tijdens het bakken bij de lange steel vastgehouden.
Omdat de beugel van de ketel erg warm werd gebruikte men een koude hand, ook wel potheis genoemd om de ketel van de haal te lichten. Vaak werd een brashaak, ook wel ketelknecht genoemd, gebruikt om de sopketel te hanteren.
Aan het eind van de 19e eeuw vond de plattebuiskachel ingang. Die gaf veel meer warmte dan een open vuur en er kon ook goed op gekookt worden. Haardhalen en hun toebehoren waren toen niet meer nodig.

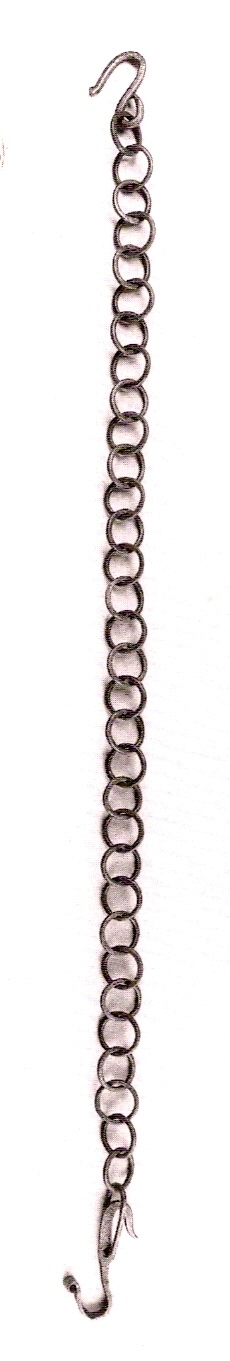
Een kettinghaal.
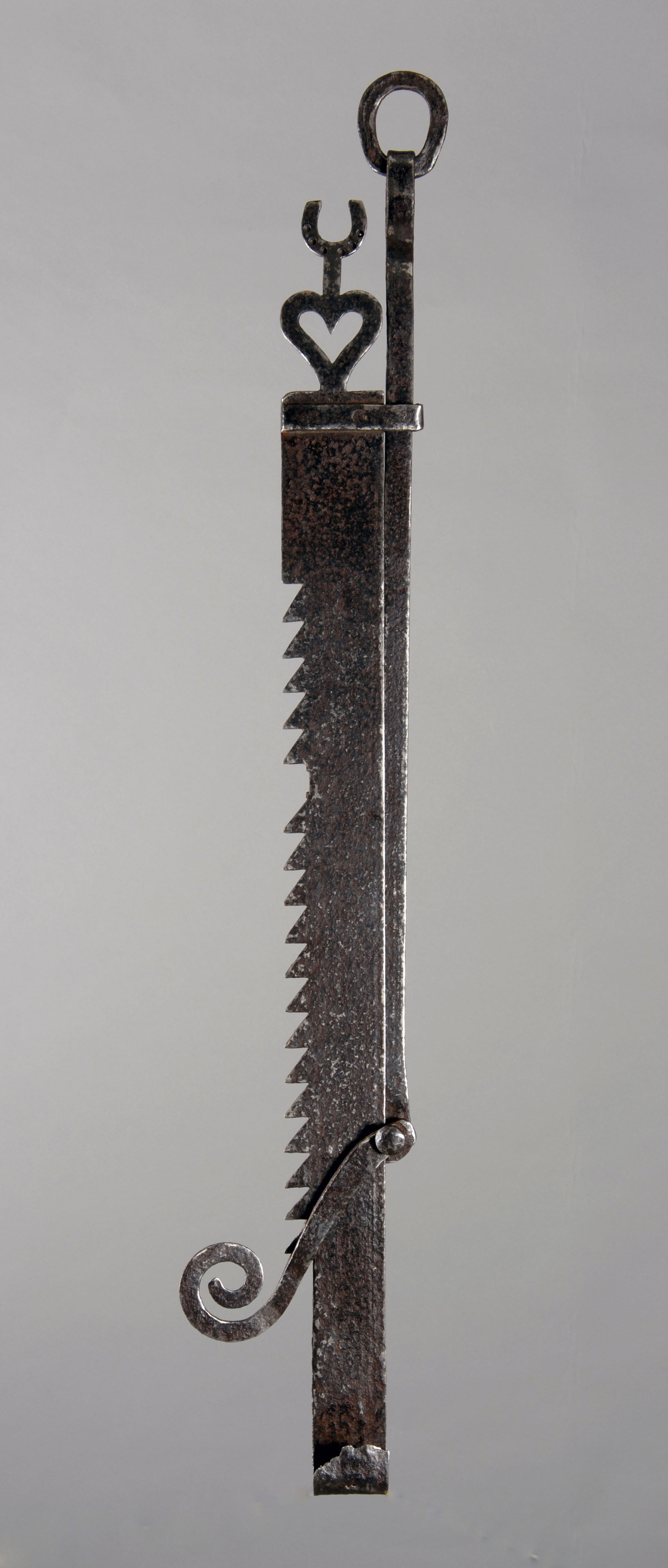
Een zaaghaal.
Een schroefhaal.
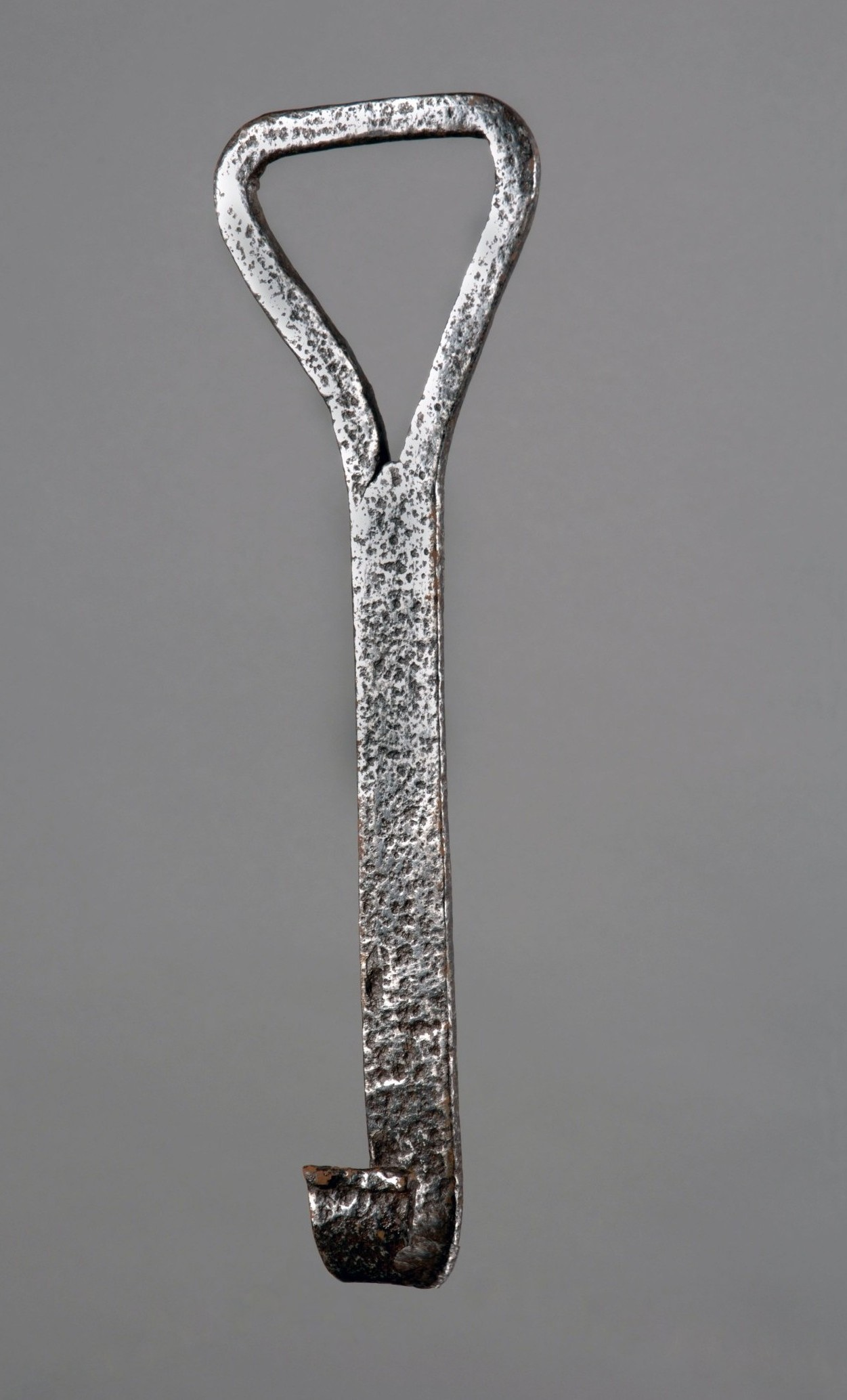
Een lenghaal.
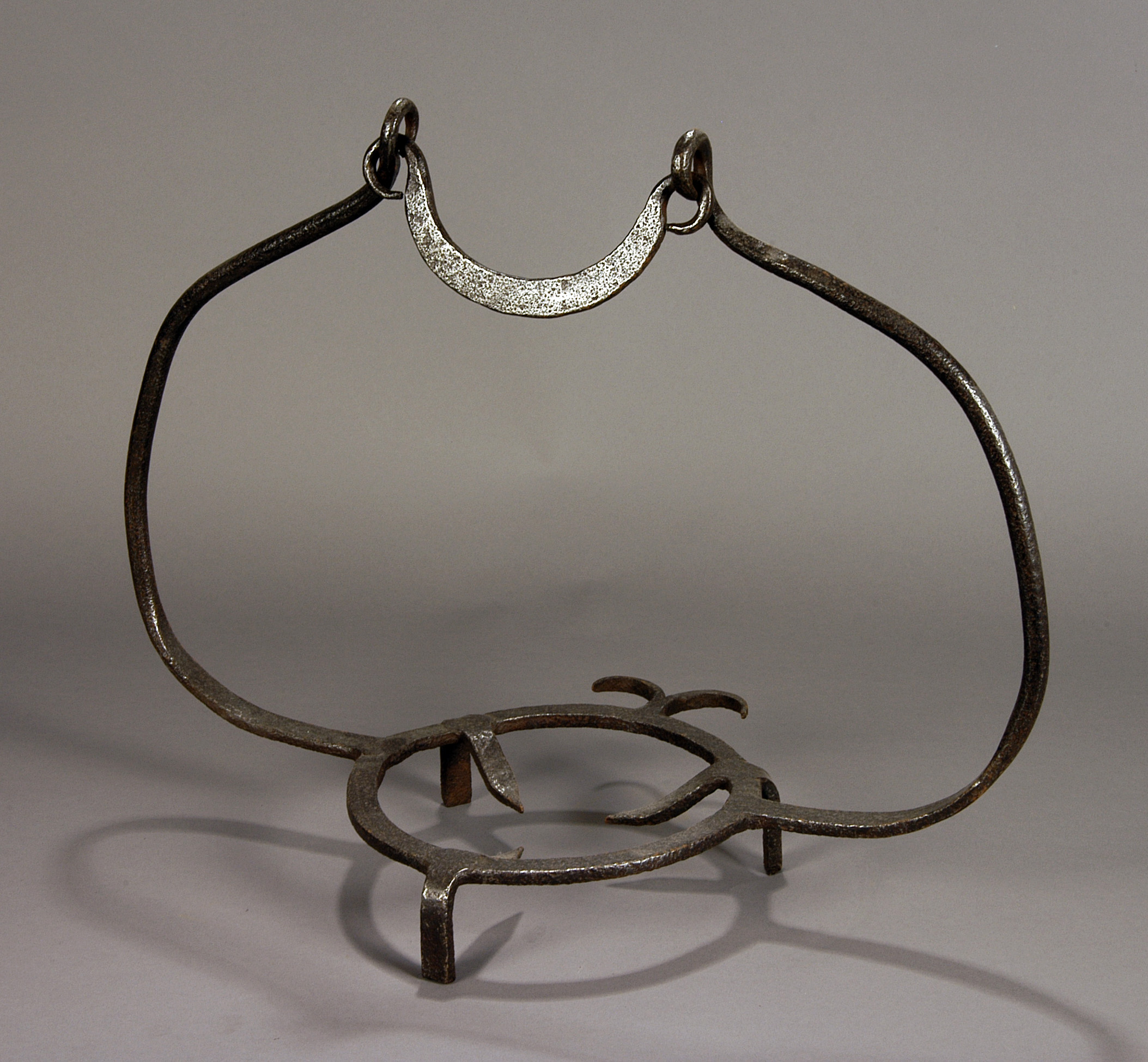
Een panijzer, ook wel hangijzer genoemd.
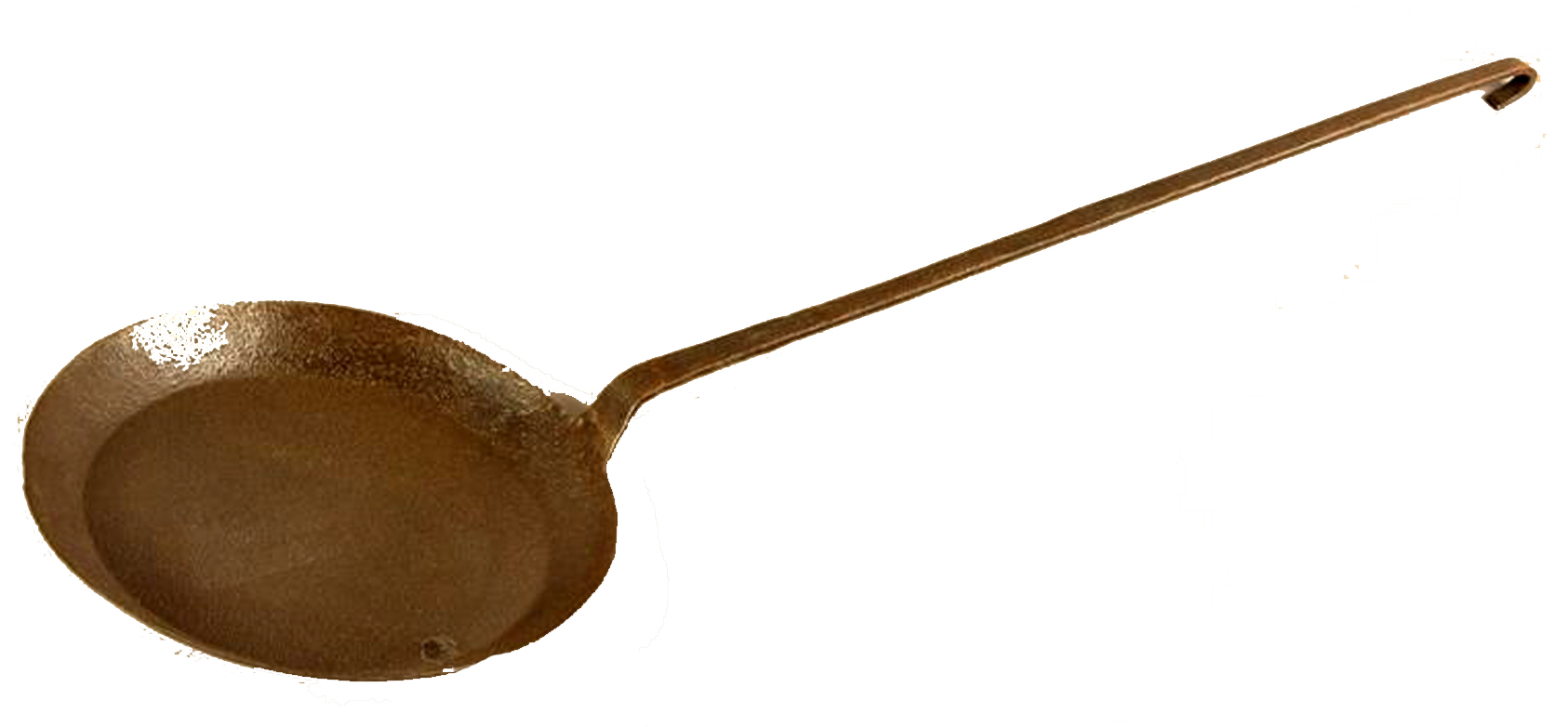
Een koekenpan met lange steel.
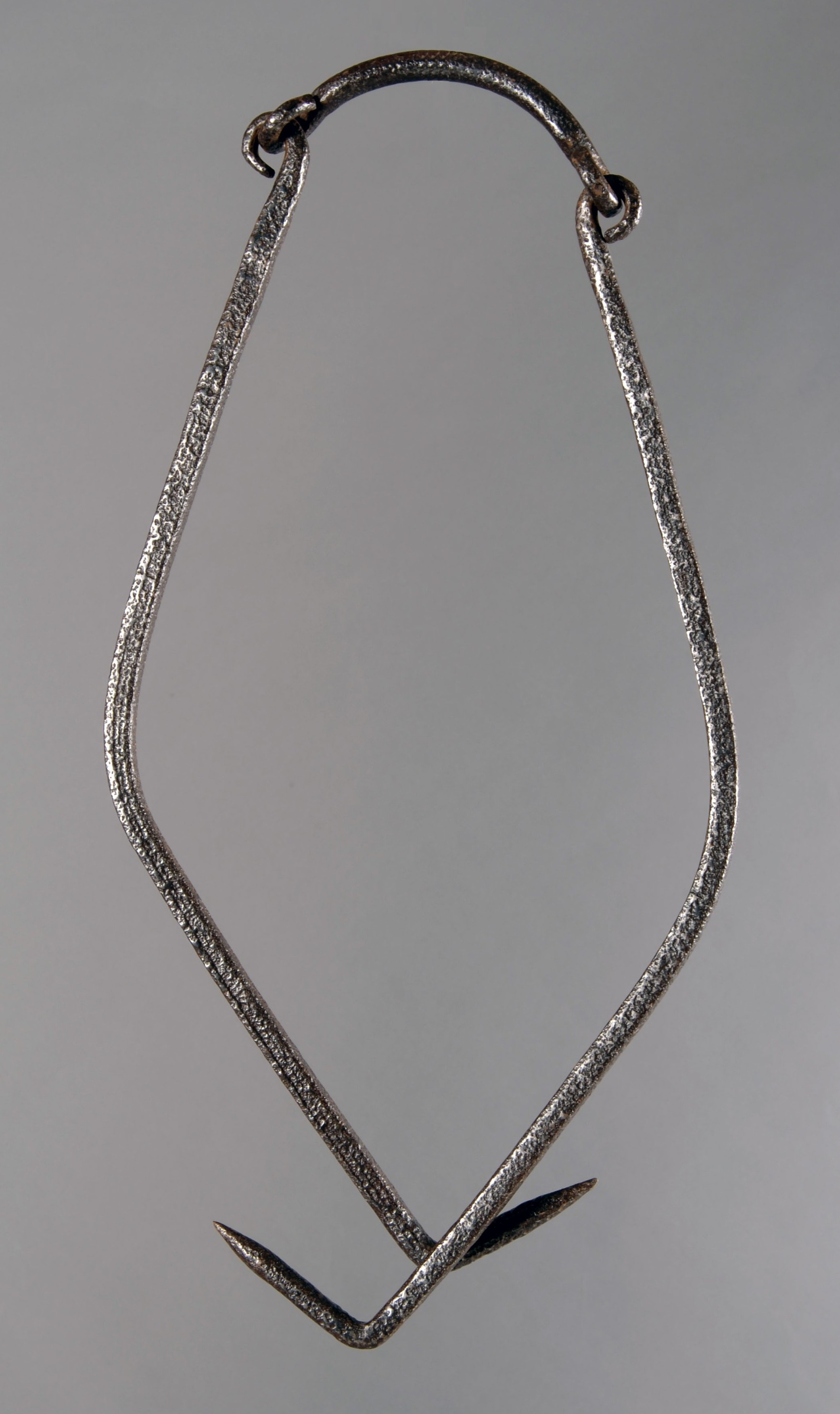
Een koude hand.
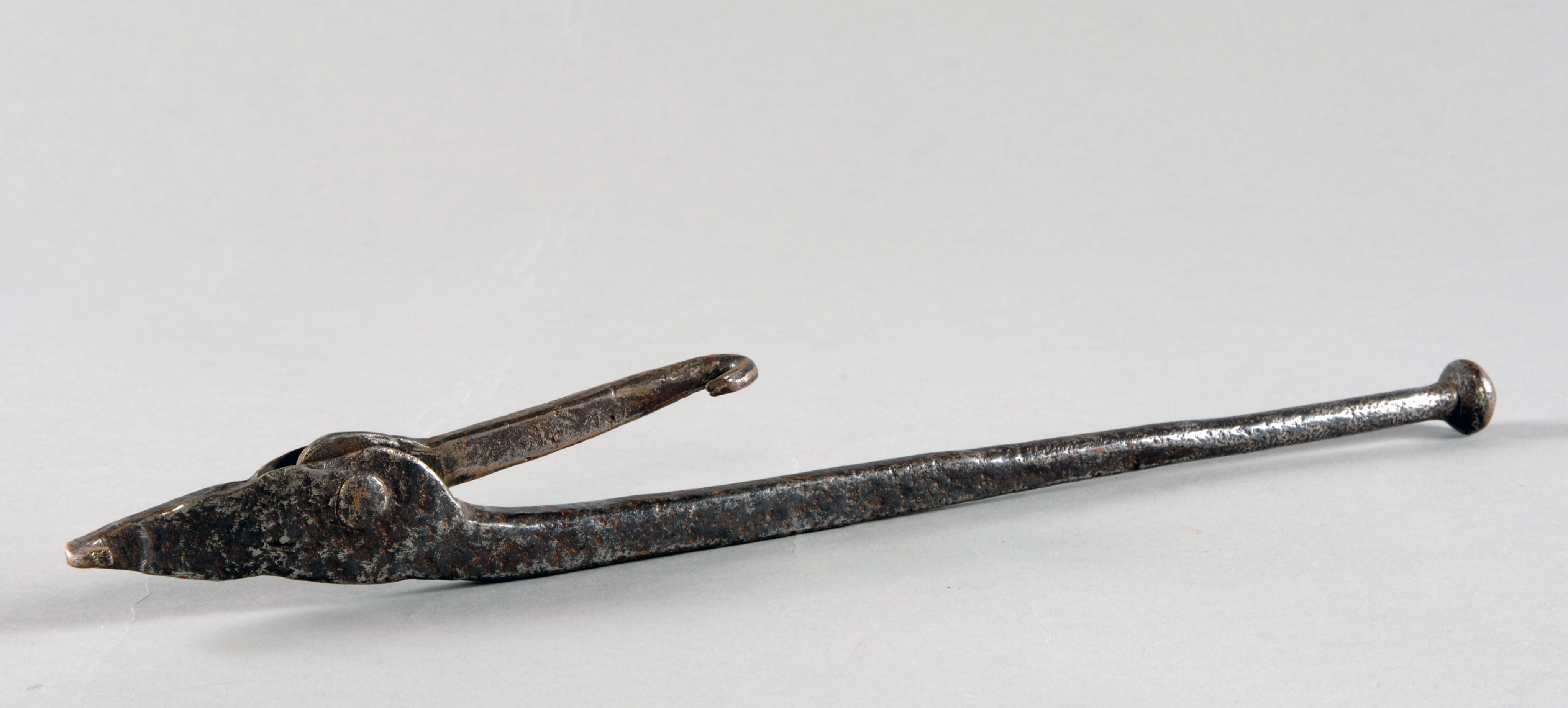
Een brashaak.